# Бета Хамелеона
Бета Хамелеона (β Cha, β Chamaeleontis) — третья по видимому блеску звезда в созвездии Хамелеона. Одиночная, вероятно, переменная звезда, видна невооружённым глазом как слабая бело-голубая точка с видимой звёздной величиной от 4,24 до 4,30. Измерение годичного параллакса дало оценку расстояния 298 световых лет от Солнца. Звезда удаляется с лучевой скоростью +23 км/с.
Звезда находится на главной последовательности, относится к спектральному классу B4 V, в её ядре происходит ядерное горение водорода. В каталогах звезду относят как к Be-звездам, так и к обычным звёздам. Возраст звезды оценивается в 23 миллиона лет, проекция скорости вращения составляет 255 км/с. Быстрое вращение создаёт экваториальное утолщение, при этом экваториальный радиус на 12% больше полярного. По массе звезда в пять раз превосходит Солнце, а радиус больше солнечного в 2,8 раза. Светимость равна 212 светимостям Солнца, эффективная температура фотосферы составляет 14495 K.